# Naissance en 1181
Naissance
- 1177
- 1178
- 1179
- 1180
- 1181
- 1182
- 1183
- 1184
- 1185

Cette page dresse une liste de personnalités nées au cours de l'année 1181 :
- 5 juin : Boniface de Bruxelles, théologien et saint catholique du Brabant, qui fut évêque de Lausanne.
- 21 juin : Huijong, 21e roi de Goryeo.

- Mathilde d'Angoulême, héritière du comté d'Angoulême.
- Omar Ibn Al Faridh, poète arabe et égyptien.

## Crédit d'auteurs
- Cet article est partiellement ou en totalité issu de l'article intitulé « 1181 » (voir la liste des auteurs).